# Scomber japonicus
Espèce
Statut de conservation UICN

 LC  : Préoccupation mineure
Le maquereau espagnol (Scomber japonicus) est une espèce de poissons marins de la famille des Scombridae. Il est également appelé maquereau blanc ou billard.

## Répartition
Le maquereau espagnol se rencontre dans les eaux chaudes de l'Atlantique est, du Golfe de Gascogne au Sénégal, ainsi qu'en Méditerranée. Il est également fortement présent dans les eaux côtières de la région indo-Pacifique.

## Pêche
Le maquereau espagnol se pêche à la mitraillette ou au jig, à partir des côtes au mois de septembre. Sa défense n'a rien à envier à celle du maquereau commun.

### Tailles minimum de capture

#### Mailles légales pour la France
La maille du maquereau espagnol, c'est-à-dire la taille légale de capture pour les pêcheurs amateurs et professionnels est de 18 cm en Méditerranée, et n'est pas fixée pour l'Atlantique, la Manche et la Mer du Nord.
Ces tailles minimum légales sont fixées en France par l'arrêté du 16 juillet 2009 déterminant la taille minimale ou le poids minimal de capture et de débarquement des poissons et autres organismes marins ainsi que par de nombreux textes de référence édictés par la Communauté européenne.

#### Mailles biologiques et mailles conseillées
La maille biologique, c'est-à-dire la taille à laquelle 100 % des maquereaux espagnols se sont reproduits est de 40 cm pour la Méditerranée.